# Sitno (hrad)
Sitno je zřícenina středověkého hradu z 13. století na nejvyšším kopci Štiavnických vrchů Sitnu (1 009,2 m n. m.) na Slovensku.

## Historie hradu
Vrchol  Sitna, který má na severu a jihozápadě strmé skalnaté stěny, byl výhodným místem na obranu před nepřítelem už v pravěku. Z tohoto období pochází mohutné opevnění, které mělo příčný val oddělující kultovní část hradiště od akropole, ve středověku již nevyužívané. V první polovině 13. století vzniklo rozsáhlé opevněné hradiště, které se obtáčelo kolem vrchol Sitna až po strmé skály. V nejzranitelnější části byl postaven hrad, který měl za úkol střežit nejdůležitější přístupy a současně sloužil i jako poslední útočiště obráncům. V 16. století byl dobudován barbakan, stojící před hradem. Jeho úlohou bylo po prolomení obrany chránit vchod do hradu před přímou dělostřeleckou palbou. Střely by se potom odrážely od šikmých mohutných stěn budovy. Nedaleko se také nacházela cisterna na vodu vytesaná do skalního podloží.
Hrad i opevnění bylo zničeno na konci protihabsburských povstání po roce 1710 a staly se zdrojem stavebního materiálu pro rozhlednu na Sitně a kaštěl (zámek) ve Svätém Antonu. Hrad býval součástí panství Koháryovců a poté Koburků a jeho vojenský význam spočíval v ochraně hornických měst. V současnosti jsou na jeho základech rozmístěny kameny z portálu hradního vchodu a pravěké žernovy.